# بان، بورکینافاسو

بان شهری در شهرستان سولنزو در استان بانوا در بورکینافاسوی غربی است و جمعیت آن ۸,۷۷۶ نفر است.